# سفارة باراجواي في واشنطن العاصمة
سفارة باراجواي في واشنطن العاصمة هي البعثة الدبلوماسية لجمهورية باراجواي إلى الولايات المتحدة . تقع في شارع 2209 شارع ماساتشوستس ، شمال غرب واشنطن العاصمة ، في حي أمباسي رو .
تدير السفارة أيضًا القنصليات العامة في لوس أنجلوس وميامي ومدينة نيويورك . تقع قنصلية باراغواي لمنطقة العاصمة مترو في ويسكونسن سيركل ، تشيفي تشيس ، إم دي 20815 ورقم هاتف الاتصال 2027987200.
السفير جيرمان روخاس إريجوين .

## روابط خارجية
- الموقع الرسمي[وصلة مكسورة]
- ويكيمابيا